# تيموثي كولودزيتشاك
تيموثي كولودزيتشاك (بالفرنسية: Timothée Kolodziejczak)‏ (1 أكتوبر 1991 في أفيون) لاعب كرة قدم فرنسي ذو أصول بولندية يلعب حاليا في نادي الدرجة الأولى ليون الفرنسي في خط الوسط معارا من نادي الدرجة الثانية لنس.

## المسيرة الرياضية
بدأ كولودزيتشاك مسيرته الرياضية في نادي باس دي كالايس الواقع في مدينة لنس. بعدما تخرج من أكاديمية الناشئين تم تقديم عرض رسمي له بالانضمام إلى نادي لنس لمدة خمس سنوات وقد وافق عليه على الرغم من أن معظم اللاعبين الناشئين يوقعون على عقود تمتد لمدة 3 سنوات فقط للبدء في مسيرتهم الاحترافية. وكان كولودزيتشاك قد رفض قبل موافقته على عرض نادي لنس على العديد من العروض المغرية من أندية أوروبية كبيرة مثل نادي مانشستر يونايتد الإنجليزي. تم الإعلان في 21 أغسطس 2008 أن نادي ليون توصل إلى اتفاق مع نظيره لنس في التعاقد مع كولودزيتشاك بنظام الإعارة لمدة موسم واحد مع إمكانية تحويل عقد الإعارة إلى عقد دائم مقابل 3 ملايين يورو في نهاية الموسم إذا استطاع إثبات جدارته. بانضمامه إلى نادي ليون انضم إلى زملائه في صفوف منتخب فرنسا للناشئين وهم سيباستيان فاوري، يانيس تافر، إنزو ريال، ألكسندر لاكازيت، وكليمينت غرينييه.
تم منح القميص رقم 12 لكولودزيتشاك وانضم إلى تشكيلة الفريق الأول. فات على كولودزيتشاك المشاركة مع زملائه في مرحلة التحضير للموسم الجديد بسبب تأخر إجراءات التعاقد معه وشارك للمرة الأولى مع الفريق الرديف في 13 سبتمبر 2008 في مباراة الديربي أمام رديف فريق سانت إتيان وانتهت المباراة بفوز فريق رديف ليون 2-1 حيث شارك كولودزيتشاك طوال دقائق المباراة التسعين وحصل على البطاقة الصفراء. على مستوى الفريق الأول فقد شارك للمرة الأولى بديلا للظهير المتعدد الإصابات أنتوني ريفيلييه في الدقيقة 11 في المباراة التي كانت في مواجهة فريق باريس سان جيرمان في 22 نوفمبر 2008. انتهت المباراة بخسارة فريق ليون 0-1 وحصل كولودزيتشاك على البطاقة الصفراء في نهاية الشوط الثاني.
على مستوى المنتخبات الوطنية فقد شارك كولودزيتشاك مع منتخب فرنسا للناشئين تحت 17 سنة الذي احتل المركز الثاني في بطولة كأس الأمم الأوروبية للناشئين تحت 17 سنة التي استضافتها تركيا. حاليا كولودزيتشاك منضم إلى صفوف منتخب فرنسا للناشئين تحت 18 سنة وشارك أساسيا في مواجهة منتخب أوكرانيا في 29 سبتمبر 2008 ضمن تصفيات كأس الأمم الأوروبية للناشئين تحت 18 سنة.

## روابط خارجية
- تيموثي كولودزيتشاك على موقع الاتحاد الأوربي (الإنجليزية)
- تيموثي كولودزيتشاك على موقع رابطة كرة القدم الفرنسية للمحترفين (الإنجليزية)
- تيموثي كولودزيتشاك على موقع قاعدة بيانات كرة القدم.إي يو (الإنجليزية)
- تيموثي كولودزيتشاك على موقع ليكيب (الفرنسية)
- تيموثي كولودزيتشاك على موقع Soccerbase.com (لاعب) (الإنجليزية)
- تيموثي كولودزيتشاك على موقع Soccerway.com (الإنجليزية)
- تيموثي كولودزيتشاك على موقع عالم كرة القدم.نت (الإنجليزية)
- تيموثي كولودزيتشاك على موقع AS.com (الإسبانية)